# 林宏
林 宏（はやし ひろし、1914年 - 2001年8月5日）は、日本の民俗学者・地理学者。奈良教育大学元教授。

## 来歴
富山県砺波市出身。
1941年に京都帝国大学文学部史学科（地理専攻）を卒業し、同時に同大学の副手となる。
戦後は1949年に奈良学芸大学（1966年から奈良教育大学）講師となり、助教授、教授を経て、1979年に定年退官した。1980年時点で八代学院大学教授、奈良大学講師、奈良県文化財審議会専門委員を務めていた。奈良県文化財保護審議会専門委員は奈良教育大学在職中から務めていた。十津川村を調査した際の克明な民俗探訪ノートは、後に村の手で出版物として刊行された。林は、人文地理学会の地理思想研究部会からの聞き取りに対して、幼少時から動物や植物を愛好したため山が好きで、奈良に勤めたときに周囲の人間が行きやすい場所にばかり調査に行くのに対して、「山が可哀想だ」という思いから十津川村や下北山村といった奥吉野をフィールドにしたことを述べている。また、奈良県立民俗博物館の開館に際しては、収集保存する民具の「民俗資料分類細目」の案を策定して制定され、資料を分類整理して収集された民具から地域の生活を把握するのに適切だったと評されている。
1992年から、大学名変更により神戸国際大学教授となる。
著書のほかに、奈良市をはじめ複数の市町村史で民俗の記述を担当している。
2001年8月5日、呼吸不全により死去（満87歳没）。

## 主な著書

### 単著
- 『吉野の民俗誌』文化出版局、1980年
- 『林宏　十津川郷採訪録　民俗1』十津川村教育委員会、1992年 - 「西川組採訪録」（1959年）を所収。
- 『林宏　十津川郷採訪録　民俗2』十津川村教育委員会、1993年 - 「北・中・東十津川採訪」（1962年-1974年）を所収。
- 『林宏　十津川郷採訪録　民俗3』十津川村教育委員会、1994年 - 「十津川郷南部採訪」（1979年）などを所収。
- 『林宏　十津川郷採訪録　民俗4』十津川村教育委員会、1995年 - 東直晴「風俗図絵」、中森瀞八郎「瀞洞夜話」（1953年）の引き写しを所収。
- 『林宏　十津川郷採訪録　民俗5』十津川村教育委員会、1996年 - 「十津川郷民俗語彙」を所収。

### 共著
- 『日本地誌ゼミナール（北信越地方）』大明堂[要文献特定詳細情報]
- 『近畿の民家』朝日新聞社[要文献特定詳細情報]